# Ernst Huhn (Ingenieur)
Ernst Huhn (* 16. Februar 1862 in Lindchen; † 21. Januar 1926 in Berlin) war ein deutscher Ingenieur.

## Leben
Als Ernst Huhn sich im neunten Lebensjahr befand, zogen seine Eltern mit ihm nach Berlin. Als Arbeiter besuchte er die Abendschule und wurde dort 1887 zum Hilfslehrer ernannt. Im darauffolgenden Jahr trat er als Techniker in das Unternehmen Ludwig Loewe & Co. ein. Innerhalb von zehn Jahren arbeitete Huhn sich bis zum Assistenten des Direktors hoch. In dieser Zeit beschäftigte er sich im Wesentlichen mit der Vor- und der Nachkalkulation. 1899 wechselte er zur Leipziger Werkzeugmaschinenfabrik vorm. W. von Pittler. Dort führte er neue Arbeitsverfahren ein, die eine wirtschaftliche Reihenfertigung erlaubten. 1901 wechselte Huhn als Betriebsleiter der Maschinenfabrik mit Prokura zurück zu Ludwig Loewe & Co. Zusammen mit Georg Schlesinger richtete er in den Jahren 1904 und 1905 die erste Normteilefabrik ein. Zu seinem Todeszeitpunkt im Januar 1926 war er leitender Technischer Direktor und Vorstandsmitglied des Unternehmens.
1901 wurde Ernst Huhn Mitglied des Vereins Deutscher Ingenieure (VDI) und des Sächsischen Bezirksvereins des VDI. Später gehörte er dem Berliner Bezirksverein des VDI an und war in den Jahren 1915 bis 1917 Vorstandsmitglied. In den Jahren 1921 bis 1923 saß er dem Bezirksverein vor. Huhn wirkte bei den Gründungen des Normenausschusses der Deutschen Industrie und der Arbeitsgemeinschaft Deutscher Betriebsingenieure mit. Er gehörte den Kuratorien der Beuthschule und der städtischen Gewerbeschule an. Kurz vor seinem Tod wurde er zum Vorsitzenden des Vereins Deutscher Werkzeugmaschinenfabriken gewählt.
Die Technische Hochschule Braunschweig ernannte Ernst Huhn 1923 zum Doktoringenieur ehrenhalber.
Ernst Huhn war mit Marie Luise geborene Pietraszczak verheiratet und Familienvater.